# Programme d'éducation intermédiaire
 (juillet 2025).
Le Programme d'éducation intermédiaire (PEI), connu sous le nom de Programme de premier cycle secondaire (PPCS) avant septembre 2014, est l’un des quatre programmes de l’Organisation du baccalauréat international. Ce programme est adapté aux élèves de 11 à 16 ans, lorsque ceux-ci sont en pleine croissance et que leur développement intellectuel est important. Bien que les documents pédagogiques n’existent qu'en français, en anglais, en espagnol et en mandarin, il est possible de le suivre dans une école de la langue de son choix (contrairement au Programme du diplôme).

## Programme
Le programme met en avant la polyvalence. L’élève doit donc, au cours de sa formation, suivre les cours des matières suivantes :
- Acquisition de langues (Langue A avant 2014)
- Langue et littérature (Langue B avant 2014)
- Individus et sociétés (Sciences humaines avant 2014)
- Sciences (Sciences expérimentales avant 2014)
- Mathématiques
- Arts
- Éducation physique et à la santé (Éducation physique avant 2014)
- Design (Technologie avant 2014)

Le programme est harmonisé par les écoles ou un organisme, telle la SÉBIQ au Québec, pour se conformer au programme d'études du pays où elle est située.

## Contextes mondiaux et profil de l'apprenant
Au cœur du programme se trouvent les contextes mondiaux, véritables outils d’apprentissage :
- Identités et relations (IR)
- Orientation dans l'espace et le temps (OET)
- Expression personnelle et culturelle (EPC)
- Innovation scientifique et technique (IST)
- Mondialisation et durabilité (MD)
- Équité et développement (ÉD)

Le programme est d'ailleurs pensé pour former les élèves afin qu'ils développent les qualités du profil de l'apprenant:
- Réfléchis
- Chercheurs
- Altruistes
- Intègres
- Sensés
- Équilibrés
- Ouverts d'esprit
- Audacieux
- Communicatifs
- Informés

En effet, le programme est basé sur les qualités du profil de l'apprenant et des contextes mondiaux pour préparer des travaux ainsi que des apprentissages axés sur la découverte et l'ouverture d'esprit sur les autres cultures. De plus, les qualités sont mises de l'avant dans l'apprentissage par des réflexions et des autoévaluations du développement de celles-ci par l'élève.

## Certification du PEI
À la fin du programme, l’élève obtient un DES en plus d’un certificat. C’est la certification du Programme d'éducation intermédiaire de l’IB. On remet également un DÉSI à l’élève, sois un Diplôme d'Étude Secondaire International si l'élève a aussi réussi le volet d'enrichissement par les langues de la SÉBIQ.